# Юджен, Лоррейн
Лоррейн Юджен (англ. Lorraine Ugen; род. 22 августа 1991, Лондон, Великобритания) — британская легкоатлетка, специализирующаяся в прыжке в длину. Бронзовый призёр чемпионата мира в помещении 2016 года. Чемпионка Великобритании. Финалистка летних Олимпийских игр 2016 года.

## Биография
Родилась и выросла в Лондоне в семье иммигрантов из Барбадоса. В детстве занималась спортивной гимнастикой, но из-за высокого роста (1.77 m) была вынуждена закончить тренировки. По совету школьного учителя попробовала свои силы в лёгкой атлетике. Начинала с многоборья, где у неё лучше всего получались спринт и прыжок в длину.
В 2009 году впервые в жизни прыгнула дальше 6 метров, выиграв чемпионат Англии среди юниоров. Участвовала в юниорском чемпионате Европы, но не смогла пробиться в финал. Спустя год также не преодолела квалификацию на чемпионате мира до 20 лет, показав худший результат сезона (5,56 м).
Заняла второе место на чемпионате страны 2011 года, но не поехала на чемпионат мира из-за отсутствия норматива. С осени переехала за океан и поступила в Техасский христианский университет. Учёбу на специалиста в области ТВ и цифровых медиа Лоррейн совмещала с тренировками в группе Шона Джексона. Смена обстановки принесла первые плоды уже в 2012 году, когда Юджен стала второй в прыжке в длину на национальном первенстве с личным рекордом 6,74 м. Этот результат был всего на 1 сантиметр хуже олимпийского норматива, поэтому домашние Игры в Лондоне она пропустила.
На дебютном чемпионате мира в 2013 году не смогла совершить ни одного результативного прыжка в квалификации.
Дважды становилась чемпионом NCAA в студенческие годы, занимала пятое место в финале Игр Содружества 2014 года.
В первый профессиональный сезон в 2015 году установила личный рекорд 6,92 м на этапе Бриллиантовой лиги в Дохе и заняла пятое место на чемпионате мира.
Первого крупного успеха добилась в 2016 году, когда с лучшим результатом в карьере и национальным рекордом (6,93 м) выиграла бронзовую медаль на чемпионате мира в помещении. Участвовала в Олимпийских играх в Рио-де-Жанейро, вышла в финал и заняла там итоговое 11-е место.

## Основные результаты
| Год  | Турнир                          | Место проведения         | Дисциплина | Место        | Результат         |
| ---- | ------------------------------- | ------------------------ | ---------- | ------------ | ----------------- |
| 2009 | Чемпионат Европы среди юниоров  | Нови-Сад, Сербия         | длина      | 21-е (квал.) | 5,85 м            |
| 2010 | Чемпионат мира среди юниоров    | Монктон, Канада          | длина      | 17-е (квал.) | 5,56 м            |
| 2011 | Чемпионат Европы среди молодёжи | Острава, Чехия           | длина      | — (квал.)    | NM                |
| 2013 | Чемпионат Европы среди молодёжи | Тампере, Финляндия       | длина      | —            | DNS               |
| 2013 | Чемпионат мира                  | Москва, Россия           | длина      | — (квал.)    | NM                |
| 2014 | Игры Содружества                | Глазго, Великобритания   | длина      | 5-е          | 6,39 м            |
| 2015 | Чемпионат мира                  | Пекин, Китай             | длина      | 5-е          | 6,85 м            |
| 2016 | Чемпионат мира в помещении      | Портленд, США            | длина      | 3-е          | 6,93 м            |
| 2016 | Чемпионат Европы                | Амстердам, Нидерланды    | длина      | 18-е (квал.) | 6,33 м (+2,1 м/с) |
| 2016 | Олимпийские игры                | Рио-де-Жанейро, Бразилия | длина      | 11-е         | 6,58 м            |
| 2017 | Чемпионат Европы в помещении    | Белград, Сербия          | длина      | 2-е          | 6,97 м            |